# Edith Hayllar

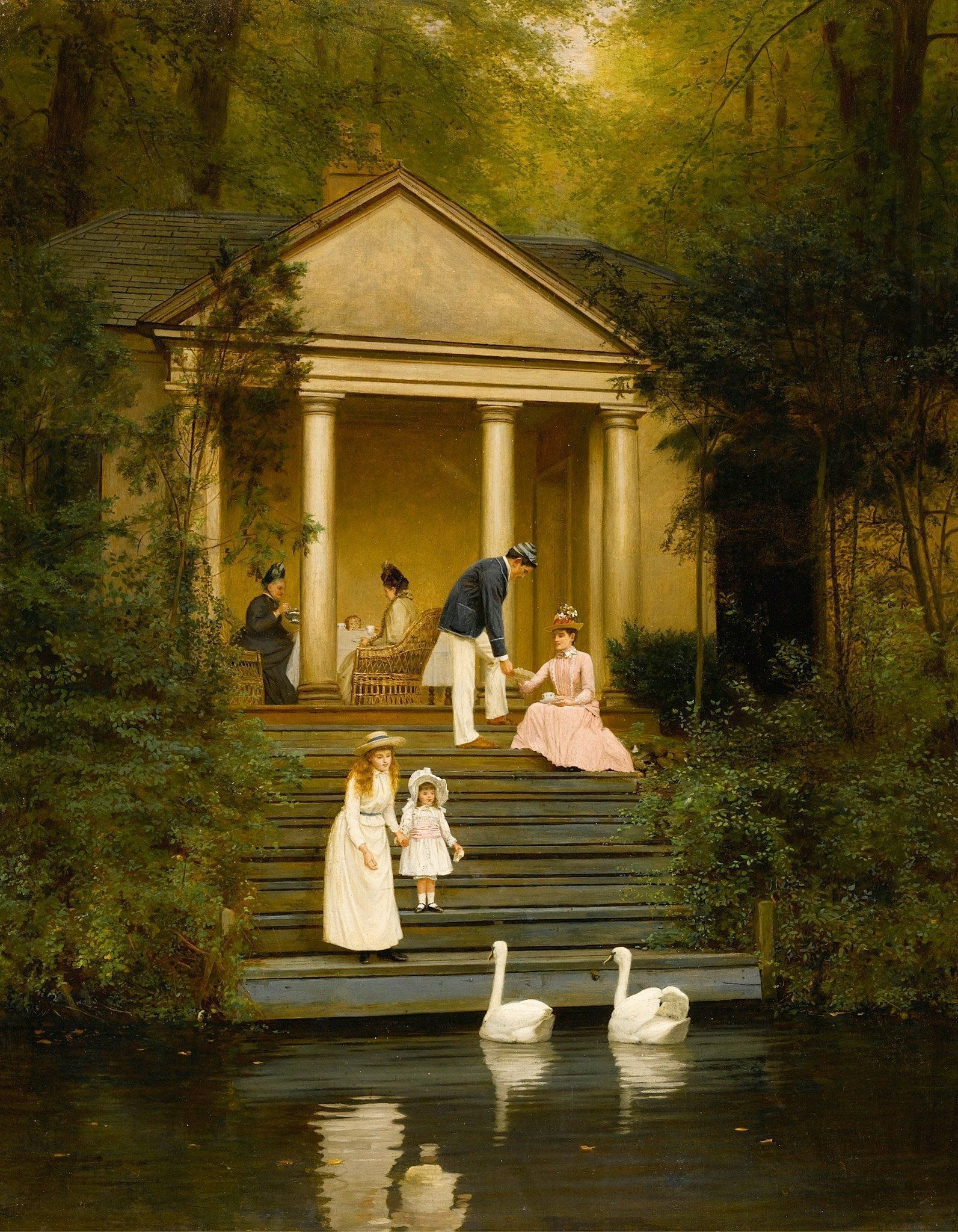
Alimentando a los cisnes - Edith Hayllar

Edith Hayllar (Wallingford, 1860 – Sutton Courteny,  1948) fue una pintora especializada en pintura de género de la época victoriana.

## Biografía
Edith Hayllar fue la segunda hija de la familia del pintor James Hayllar y Edith Phoebe Cavell. El matrimonio tuvo nueve hijos, cuatro varones y cinco chicas; cuatro de las mujeres, en concreto Jessica, Edith, Kate y Mary, llegaron a ser grandes talentos de la pintura.
Tanto Edith como sus hermanas, Jessica, Mary y Kate, aprendieron de su padre y maestro, el pintor victoriano especializado en pintura de género, James Hayllar, que fue un pintor reconocido y popular en su época. Es considerada como la mejor pintora de las cuatro hermanas.
Al igual que su padre y sus tres hermanas, Edith, que llegó a compartir éxito con su hermana mayor Jessica, pintó escenas de actividades cotidianas, incluyendo juegos de niños, paseos en bote, partidos de tenis, y reuniones de té en encantadoras tardes inglesas.
La educación recibida en casa y de su padre no sólo se ciñó a la pintura sino que abarcó dibujo, modelado, grabado y  grabado a media tinta. Estudiaban las diferentes técnicas de manera disciplinada, todos los días de diez a cuatro, lo que hizo que todas ellas dominaran la proporción y la perspectiva. Pero este régimen estricto de educación artística se combinaba con la práctica de actividades al aire libre como deportes diversos o la misma jardinería. Eso les llevaba a pintar también al aire libre con cierta frecuencia e incluso a compartir modelos o ser parte de la temática de unos y de los otros artistas de la familia.
Edith era especialista en escenas de relajación después de los deportes del día, de un modo muy realista, sirviendo su obra como documento de la vida victoriana de clase media-alta en el ocio.
La primera exposición de Edith la realizó en la Royal Society of British Artists en Londres en 1881, y al año siguiente expuso en la Royal Academy of Arts. También expuso trabajos en el instituto de pintores al óleo y en la galería de Dudley. Entre 1880 y 1890 tanto Edith como su padre y otras de sus hermanas, expusieron al menos una obra al año en la Royal Academy.
En 1900 contrajo matrimonio con un reverendo, Bruce MacKay, y se trasladó a Sutton Courteney poco después, donde continuaría viviendo hasta su muerte.
Edith dejó de pintar tras su matrimonio, estando su talento artístico oculto incluso para los miembros de su familia.
El pronto nacimiento de sus hijos y el alejarse de su anterior residencia, Castle Priory, fueron los causantes de su retirada del mundo de la pintura.